# روزهای از دست رفته
روزهای از دست رفته (به انگلیسی: Days Gone) یک بازی ویدئویی جهان باز در سبک اکشن ماجراجویی و ترس و بقا است که توسط استودیو بند توسعه یافته و به‌وسیلهٔ سونی اینتراکتیو انترتینمنت در تاریخ ۲۶ آوریل ۲۰۱۹، برای کنسول پلی‌استیشن ۴، در ۱۸ مه ۲۰۲۱ برای مایکروسافت ویندوز و نسخهٔ ریمستر آن در آوریل ۲۰۲۵ برای کنسول پلی‌استیشن ۵ منتشر شده است.
این اولین مالکیت فکری استودیو اِس‌آی‌ای بند از زمان بازی سایفون فیلتر در سال ۱۹۹۹ به‌شمار می‌رود. داستان بازی دو سال پس از یک بیماری همه‌گیر جهانی مخرب اتفاق می‌افتد و بازیکن کنترل شخصیت دیکن سنت جان (به انگلیسی: deacon st. john) (با صداپیشگی سم ویتور) یک ولگرد جایزه‌بگیر را بر عهده دارد که با کشمکش بی‌رحمانه برای بقا مواجه شده است و به دنبال علتی برای زندگی می‌گردد. به محض انتشار، روزهای از دست رفته با واکنش‌های ضد و نقیض از سوی منتقدان همراه بود که به طراحی مأموریت‌ها و مشکلات فنی انتقاداتی داشتند اما گرافیک، هوش مصنوعی و عملکرد سم ویتور در نقش دیکن مورد تحسین قرار گرفت، در حالی که داستان با استقبال متفاوتی روبرو شد. نسخه دوم این بازی هم به دلیل فروش کم لغو شد.

## روند بازی

در این نماگرفت از روند بازی، قهرمان داستان، دیکن، توسط گروهی از فریکرها تعقیب می‌شود.

روزهای از دست رفته یک بازی جهان باز در جهانی پسارستاخیزی به سبک اکشن ماجراجویی و ترس و بقا با زاویهٔ دید سوم شخص است. این بازی در یک دنیای باز در شمال غربی اقیانوس آرام، در جایی به‌نام اورگان (به انگلیسی: Oregon) جریان دارد. بازیکنان می‌توانند آزادانه در این دنیا پیاده یا با موتورسیکلت به گشت و گذار بپردازند.

### دیکن سنت‌جان
بازیکن کنترل دیکن سنت جان، یک یاغی که به یک ولگرد-شکارچی جایزه تبدیل شده است و زندگی در جاده‌ها را به اردوگاه‌های بیابانی ترجیح می‌دهد.

### فریکر
(به انگلیسی: Freaker) دو سال پس از یک همه‌گیری که تقریباً تمام بشریت را کشت و میلیون‌ها نفر دیگر را به فریکرها موجودات بی‌ذهن و شبیه زامبی که به سرعت تکامل می‌یابند، تبدیل کرد.

### سوارمر
«سوارمرها» (به انگلیسی: Swarmer) نوعی شب‌زی از فریکرها، در طول روز در لانه‌های خود مخفی می‌شوند، اما اغلب در شب جمع می‌شوند، سرگردان می‌شوند و به دنبال غذا و آب می‌گردند. بازیکنان می‌توانند سوارمرها را به سمت دشمنان دیگر بکشانند و باعث شوند که دو گروه با یکدیگر بجنگند.

### نیوت‌
«نیوت‌ها» (به انگلیسی: Newt) نوجوانان آلوده و شکارچیان فرصت‌طلب هستند و فقط زمانی به دیکن حمله می‌کنند که او وارد قلمرو آنها شود یا وضعیت سلامتی بدی داشته باشد.

### حیوانات آلوده
این بازی شامل حیات وحش آلوده به نام «دونده‌ها» (به انگلیسی: Runners) (گرگهای آلوده) و «راجرزها» (به انگلیسی: Rager) (خرس‌های آلوده) و دشمنان انسانی متخاصم است. بازیکنان می‌توانند توسط دسته‌های بزرگ فریکرها غافلگیر شوند و باید فاصله خود را حفظ کنند. دیکن می‌تواند از سلاح‌های گرم، سلاح‌های سرد، تله‌ها، مواد منفجره برای کشتن دشمنان استفاده کند.

### موتورسیکلت
موتور سیکلت سوخت مصرف می‌کند و در صورت آسیب دیدگی بیش از حد از کار می‌افتد. بازیکنان باید به‌طور مرتب در پمپ بنزین‌ها و اردوگاه‌ها سوخت موتور را تأمین کنند و با استفاده از قطعات جمع‌آوری شده آن را تعمیر کنند. دیکن باید با اردوگاه‌های سکونت اعتماد ایجاد کند و با انجام ماموریت‌ها، تکمیل ماموریت‌های شکار جایزه و فروش غذا اعتبارات اردوگاه کسب کند. با افزایش سطح اعتماد، بازیکنان می‌توانند سلاح‌ها، لوازم و قطعات موتورسیکلت جدیدی را خریداری کنند که می‌توان از آن‌ها برای افزایش سرعت، دوام و قدرت مانور موتور استفاده کرد. ظاهر موتور نیز قابل سفارشی‌سازی است.

### وسایل
همزمان با کاوش بازیکنان در جهان بازی، آن‌ها باید منابع و قطعات ارزشمندی را برای ساخت سلاح‌ها و تجهیزات جمع‌آوری کنند.

### مأموریت‌های فرعی
علاوه بر ماموریت‌های اصلی، بازی دارای تعدادی اهداف جانبی است که شامل:
پاکسازی لانه‌های فریکرها (Freakers nest)، نجات گروگان‌ها، پاکسازی اردوگاه‌های دشمن، دستگیری اهداف جایزه و بازگرداندن برق به ایستگاه‌های بازرسی سازمان پاسخگویی اضطراری ملی (NERO) می‌شود. 
با تکمیل ماموریت‌ها و اهداف، بازیکنان امتیاز تجربه (XP) کسب می‌کنند. با XP کافی، بازیکنان می‌توانند سطح خود را بالا ببرند و توانایی‌های جدیدی را باز کنند، که به آن‌ها اجازه می‌دهد کارایی سلاح‌های سرد و سلاح‌های دوربرد دیکن را افزایش دهند و مهارت‌های بقای او را تقویت کنند. بازیکنان می‌توانند اهداف را به روش‌های مختلفی تکمیل کنند، مانند استفاده از تاکتیک‌های مخفی‌کاری برای منحرف کردن حواس دشمنان یا کشتن بی‌صدای آن‌ها از پشت با استفاده از چاقوی رزمی.

#### داخل ایستگاه‌های بازرسی NERO:
بازیکنان می‌توانند از تزریق‌کننده‌های نرو (به انگلیسی: NERO) برای افزایش سلامتی، تمرکز و سرعت دویدن دیکن استفاده کنند.

### سفر سریع
سفر سریع سوخت بنزین مصرف می‌کند و باعث گذر زمان می‌شود در ضمن پیش از اینکه بازیکنان بتوانند سفر سریع انجام دهند، باید تمام لانه‌های فریکرها را بین دو نقطه سفر سریع نابود کنند.

### مهارت‌ها

#### دید بقا
دیکن می‌تواند از «دید بقا» استفاده کند، که پس از فعال شدن، آیتم‌های مورد توجه و مکان دشمنان نزدیک را برجسته می‌کند. 

#### دوربین دیکن
بازیکنان می‌توانند از دوربین دوچشمی دیکن برای مکان‌یابی دشمنان استفاده کنند، و همچنین آنان را علامت گذاری کنند. 

### اسلحه[۱۵]
بازیکنان به طیف گسترده‌ای از سلاح‌های گرم مانند تپانچه، شاتگان، تفنگ‌های تک‌تیرانداز، مسلسل‌های دستی و و چند نوع کمان دسترسی دارند. سلاح‌های مختلف ویژگی‌های متفاوتی از نظر سرعت، دقت، زمان بارگیری، تعداد فشنگ دارند و سلاح‌های سطح بالاتر عموماً قدرتمندتر هستند. صدا خفه‌کن‌ها را می‌توان به سلاح‌های گرم مختلف متصل کرد تا از جذب دشمنان نزدیک جلوگیری شود.

#### قفسه سلاح‌ها
سلاح‌های خریداری شده را می‌توان در یک قفسه اسلحه ذخیره کرد، اگرچه سلاح‌هایی که در میدان نبرد برداشته می‌شوند را نمی‌توان در انبار قرار داد. 

#### مواد منفجره
بازیکنان می‌توانند از مواد منفجره مانند مین‌های مجاورتی و نارنجک استفاده کنند و می‌توانند کوکتل مولوتف برای شکست دادن دشمنان بسازند. همچنین گالن‌های بنزین و تانکرهای سوخت نیز قابل اشتعال هستند.

#### سلاح سرد
سلاح‌های سرد را می‌توان استفاده کرد، اما اگر به‌طور منظم تعمیر نشوند، می‌شکنند. البته چاقوی کوچک دیکن شکسته نمی‌شود ولی قدرت کافی را ندارد.

## داستان

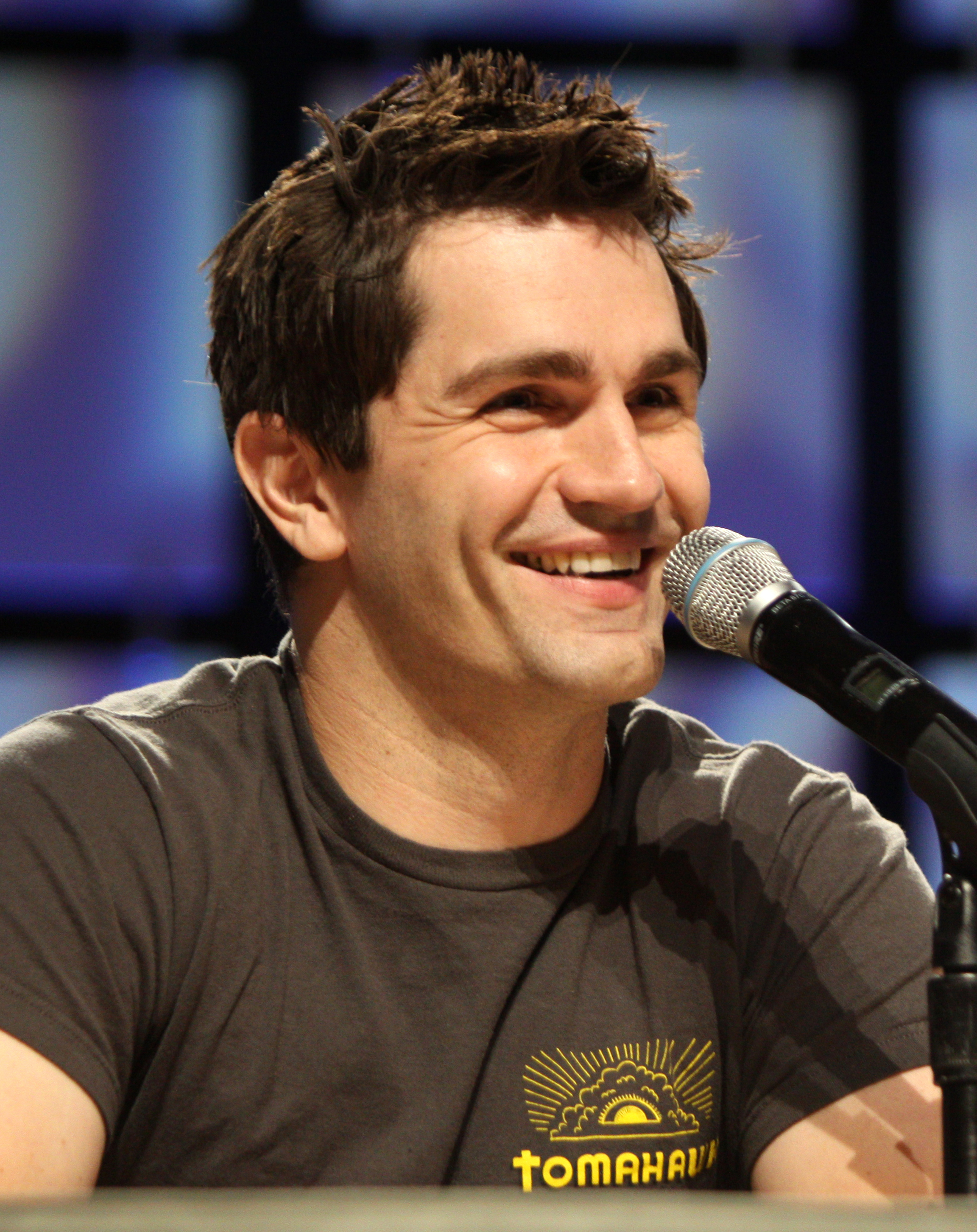
تصویر سم ویتور، صداپیشه نقش دیکن سنت جان

یک ویروس جهان را نابود کرده و بخش بزرگی از بشریت را به موجودات وحشی و خشن به نام «فریکر» تبدیل کرده است. در اورگان، موتورسواران یاغی باشگاه «مانگرز»، دیکن سنت جان (با صداپیشگی سم ویتور) و ویلیام «بوزر» گری (با صداپیشگی جیم پیری) که زخمی شده بود به همراه همسر دیکن، سارا ویتاکر (با صداپیشگی کورتنی دراپر) تلاش می‌کنند تا به مکانی امن فرار کنند. آنها یک بالگرد «نرو» را پیدا می‌کنند که برای دو نفر دیگر جا دارد. در حالی که سارا سوار بالگرد می‌شود، بوزر زخمی بوده، بنابراین دیکن پس از قول دادن به دیدار دوباره با همسرش، برای کمک به بوزر می‌ماند.
دو سال بعد، دیکن و بوزر به عنوان مزدور در شمال غربی اقیانوس آرام کار می‌کنند. سارا پس از اینکه اردوگاه پناهندگان نِرو که به آنجا می‌رفت توسط «فریکرها» (موجودات آلوده) تسخیر شد، مرده فرض می‌شود. این دو مرد قصد دارند برای یافتن زندگی بهتر به شمال بروند، اما توسط گروهی از فرقه گرایان، به نام «ریپرها» مورد حمله قرار می‌گیرند. بازوی بوزر در این حمله می‌سوزد، بنابراین دیکن به دنبال تجهیزات پزشکی برای کمک به بهبودی او می‌گردد. بعدها، این دو متوجه می‌شوند که ریپرها برای سرشان جایزه گذاشته‌اند. دیکن یک بالگرد نِرو را می‌بیند و آن را دنبال می‌کند، و در نهایت با جیمز اوبرایان (با صداپیشگی برناردو د پائولا)، پژوهشگری که دو سال پیش سارا را سوار بالگرد کرده بود، ملاقات می‌کند. اوبرایان فاش می‌کند که بالگرد سارا در میانه پرواز به اردوگاه دیگری منحرف شده است، و این احتمال را باقی می‌گذارد که او هنوز زنده باشد.
در حین انجام کارهای روزمره برای آدا تاکر (با صداپیشگی دی دی رشر) رئیس پیشین زندان و رهبر اردوگاه کار اجباری هات‌اسپرینگز (چشمه آبگرم)، دیکن، لیزا جکسون (با صداپیشگی لورا بیلی و الکسا رز)، یک دختر نوجوان را پیدا می‌کند و او را به اردوگاه تاکر بازمی‌گرداند و متوجه می‌شود که آنها قبلاً همسایه بوده‌اند. لیزا بعداً پس از تحمل کار اجباری تحت حکومت تاکر از هات‌اسپرینگز فرار می‌کند و توسط ریپرها دستگیر و شکنجه می‌شود و دیکن مجبور به نجات او می‌شود. دیکن که نمی‌خواهد لیزا را به هات‌اسپرینگز برگرداند، ترتیب می‌دهد که او در پناه ریکی پاتیل (با صداپیشگی نیشی مانشی) یک ولگرد موتورسوار پیشین و عضو اردوگاه لاست‌لیک (دریاچه گمشده) به رهبری «آیرون مایک ویلکاکس» (با صداپیشگی اریک آلن کریمر) و ریموند «اسکیزو» سارکوزی (با صداپیشگی جیسون اسپیساک) پناه بگیرد، که البته به دلیل رفتار خشونت‌آمیز و اخلاق مشکوک دیکن، با او به مشکل خورده‌اند.
شرایط بوزر وخیم‌تر می‌شود و در اقدامی از سر ناامیدی، دیکن برای دزدیدن تجهیزات پزشکی پنهانی وارد دریاچه گمشده می‌شود، اما گیر می‌افتد. با وجود خصومت‌های پیشین، دیکن می‌تواند آیرون مایک را متقاعد کند که به بوزر اجازه ماندن بدهد و بعداً متوجه می‌شود که لیزا از اردوگاه فرار کرده و همچنان گمشده است. در حالی که یک پزشک بازوی بوزر را به‌علت قانقاریا قطع می‌کند، اوبرایان با دیکن تماس می‌گیرد و پیشنهاد می‌کند در صورتی که دیکن به او در پروژه پژوهشی در حال انجام نرو کمک کند، به او در پیدا کردن سارا کمک کند. اسکیزو به اتحاد ناآرام ریپرها با دریاچه گمشده مشکوک است. او معامله خودش را انجام می‌دهد و دیکن را به فرقه تحویل می‌دهد. دیکن متوجه می‌شود که رهبر ریپرها «کارلوس» در واقع جسی ویلیامسون (با صداپیشگی اسکات وایت) عضو سابق باشگاه موتورسواری دیکن و بوزر است که این دو نفر را به خاطر داغ‌گذاری و اخراج متعاقبش مقصر می‌داند (چونکه جسی در یک خشم ناشی از مواد مخدر، عضو دیگری را کشته بود). دیکن که توسط لیزا، که از آن هنگام به ریپرها پیوسته بود، آزاد می‌شود، از اردوگاه ریپرها فرار می‌کند و به دریاچه گمشده بازمی‌گردد و متوجه می‌شود که آنجا توسط جسی و ریپرها مورد حمله قرار گرفته است. دیکن خیانت اسکیزو را به آیرون مایک فاش می‌کند و آیرون مایک با جسی صحبت می‌کند و به حمله پایان می‌دهد در حالی که اسکیزو دستگیر می‌شود. با کمک بوزر، دیکن از مواد منفجره برای تخریب سد بالای اردوگاه ریپرها استفاده می‌کند، مجتمع مسکونی فرقه را غرق می‌کند و بیشتر ریپرها را غرق می‌کند سپس دیکن جسی را در یک نبرد تن به تن می‌کشد. پس از بازگشت دیکن، آیرون مایک فاش می‌کند که اسکیزو را آزاد کرده تا جانش را حفظ کند.
پس از مدتی دیکن متوجه می‌شود که سارا، یک پژوهشگر دولتی با مجوز امنیتی فدرال، در طول تخلیه اردوگاه در اولویت قرار گرفته، و اوبرایان تأیید می‌کند که او به یک پاسگاه نظامی در دریاچه کراتر منتقل شده است، که اکنون توسط شبه‌نظامیان شهرستان دیشوتس کنترل می‌شود. او به دیکن هشدار می‌دهد که فریکرها به سرعت در حال تکامل و خطرناک‌تر شدن هستند. دیکن با دریک کوری (با صداپیشگی فیل موریس) یک کاپیتان شبه‌نظامی که حلقه مانگرز سارا را به دست دارد، ملاقات می‌کند و به پاسگاه دریاچه کراتر بازگردانده می‌شود. سپس دیکن رهبر شبه‌نظامیان، سرهنگ متیو گرت (با صداپیشگی دانیل ریوردان) را تحت تأثیر قرار می‌دهد و با سارا که در حال کار بر روی ایجاد یک سلاح بیولوژیکی برای نابودی فریکرها است، به آنها می‌پیوندد و در آنجا بدون فاش شدن رابطه اش با سارا مأموریت انجام می‌دهد. دیکن و سارا تصمیم می‌گیرند یک توالی‌یاب DNA را در آزمایشگاه قدیمی او به‌دست آورند، جایی که متوجه می‌شوند تحقیقات او برای توسعه ویروس فریکر استفاده شده است.
در دریاچه کراتر، سارا فاش می‌کند که در تلاش است تا فریکرها (موجودات آلوده) را درمان کند، نه اینکه آن‌ها را نابود کند. دیکن پیشنهاد می‌کند که درمان را در آزمایشگاه جدیدش به پایان برسانند، اما گرت، که به‌طور فزاینده‌ای دچار پارانویا شده، سارا را در بازداشت محافظتی قرار می‌دهد. گرت، که با گذشت زمان نشان داده می‌شود یک متعصب مذهبی است، فاش می‌کند که معتقد است جناح‌های انسانی دیگر خطر بزرگ‌تری نسبت به فریکرها هستند و جنگ مقدسی را علیه همه اردوگاه‌های دیگر اعلام می‌کند. دیکن تلاش می‌کند سارا را نجات دهد، اما توسط اسکیزو، که به شبه‌نظامیان پیوسته و هویت دیکن را لو می‌دهد و به دروغ می‌گوید که دیکن یک قاتل طرد شده از اردوگاه قبلی‌شان بوده، دستگیر می‌شود. اگرچه گرت دستور اعدام او را می‌دهد، اما دیکن توسط کوری، که از شبه‌نظامیان جدا می‌شود، نجات یافته و آزاد می‌شود. دیکن درست به موقع به دریاچه گمشده بازمی‌گردد تا در دفاع در برابر حمله شبه‌نظامیان کمک کند و آیرون مایک را که به شدت زخمی شده پیدا می‌کند و اندکی بعد آیرون‌مایک می‌میرد. دیکن اعضای باقی مانده اردوگاه دریاچه گمشده را متحد می‌کند و با حمایت سایر شهرک‌های مجاور، با حمله به مقر شبه‌نظامیان با یک کامیون بمب، تلافی می‌کند. دیکن اسکیزو را می‌کشد و سارا، گرت را مسموم می‌کند و به شبه‌نظامیان پایان می‌دهد. دیکن، سارا، بوزر و دوستانشان در دریاچه گمشده ساکن می‌شوند، سپس در حالی که دیکن با لیزا جلوی اردوگاه تصادفی ملاقات می‌کند و متوجه می‌شود او به یک ولگرد تبدیل شده که جایزه (اعضای بدن زامبی‌ها، گوشت حیوانات و گیاهان دارویی و …) جمع می‌کند و از این راه امرار معاش می‌کند.
مدتی بعد، اوبرایان با دیکن برای یک ملاقات حضوری تماس می‌گیرد و فاش می‌کند که نرو همیشه از اثرات جهش‌زای ویروس آگاه بوده است و خود اوبرایان یک فریکر جهش‌یافته است اما همچنان بر افکار و اعمالش کنترل دارد. او به دیکن هشدار می‌دهد که نرو در راه است و هیچ چیز نمی‌تواند جلوی آنها را بگیرد.

## توسعه و انتشار
بازی روزهای از دست رفته توسط استودیو بند، یکی از توسعه‌دهندگان داخلی سونی، ساخته شده است. 
تیم اصلی توسعه بازی شامل کریستوفر ریس (مدیر استودیو)، جف راس (کارگردان بازی) و جان گاروین (کارگردان خلاق) بود، هر سه نفر از دهه ۱۹۹۰ و از هنگامی که این استودیو مشغول ساخت مجموعهٔ بازی سایفون فیلتر بود در استودیو فعالیت داشته‌اند. روزهای از دست رفته نخستین بازی جهان‌باز این شرکت محسوب می‌شود.
توسعه روزهای از دست رفته با عنوان Dead Don't Ride (به فارسی: مرده نمی‌راند) از اواسط سال ۲۰۱۵ شروع شد.

## انتشار برای مایکروسافت ویندوز
به عنوان بخشی از تلاش‌های سونی برای آوردن بیشتر محتوای فرست-پارتی به مایکروسافت ویندوز به دنباله هورایزن زیرو داون، بازی روزهای از دست رفته در تاریخ ۱۸ مه ۲۰۲۱ (سه شنبه، ۲۸ اردیبهشت، ۱۴۰۰) برای سیستم عامل ویندوز منتشر شد.

## جوایز
| سال  | جایزه                                               | فهرست                                                                                      | نتیجه    | منبع          |
| ---- | --------------------------------------------------- | ------------------------------------------------------------------------------------------ | -------- | ------------- |
| ۲۰۱۶ | جوایز گلدن جوی‌استیک                                 | Most Wanted Game                                                                           | نامزدشده | [ ۱۸ ]        |
| ۲۰۱۷ | Game Critics Awards                                 | Best Action/Adventure Game                                                                 | نامزدشده | [ ۱۹ ]        |
| ۲۰۱۸ | Game Critics Awards                                 | Best Original Game                                                                         | نامزدشده | [ ۲۰ ]        |
| ۲۰۱۸ | Gamers' Choice Awards                               | Most Anticipated Game                                                                      | نامزدشده | [ ۲۱ ]        |
| ۲۰۱۹ | The Independent Game Developers' Association Awards | Best Audio Design                                                                          | نامزدشده | [ ۲۲ ] [ ۲۳ ] |
| ۲۰۱۹ | The Independent Game Developers' Association Awards | Best Visual Design                                                                         | برنده    | [ ۲۲ ] [ ۲۳ ] |
| ۲۰۱۹ | Golden Joystick Awards                              | Best Storytelling                                                                          | برنده    | [ ۲۴ ] [ ۲۵ ] |
| ۲۰۱۹ | Golden Joystick Awards                              | Best Audio                                                                                 | نامزدشده | [ ۲۴ ] [ ۲۵ ] |
| ۲۰۱۹ | Golden Joystick Awards                              | PlayStation Game of the Year                                                               | برنده    | [ ۲۴ ] [ ۲۵ ] |
| ۲۰۱۹ | جوایز موسیقی هالیوود                                | Original Score - Video Game                                                                | نامزدشده | [ ۲۶ ]        |
| ۲۰۱۹ | جوایز موسیقی هالیوود                                | Original Song - Video Game ("Hell or High Water")                                          | نامزدشده | [ ۲۶ ]        |
| ۲۰۱۹ | جوایز موسیقی هالیوود                                | Outstanding Music Supervision – Video Game (Keith Leary, Peter Scaturro and Alex Hackford) | برنده    | [ ۲۷ ]        |
| ۲۰۱۹ | Titanium Awards                                     | Best Spanish Performance (Claudio Serrano)                                                 | برنده    | [ ۲۸ ] [ ۲۹ ] |
| ۲۰۲۰ | 23rd Annual D.I.C.E. Awards                         | Outstanding Achievement in Animation                                                       | نامزدشده | [ ۳۰ ]        |
| ۲۰۲۰ | NAVGTR Awards                                       | Animation, Technical                                                                       | نامزدشده | [ ۳۱ ]        |
| ۲۰۲۰ | NAVGTR Awards                                       | Graphics, Technical                                                                        | نامزدشده | [ ۳۱ ]        |
| ۲۰۲۰ | NAVGTR Awards                                       | Original Dramatic Score, New IP                                                            | نامزدشده | [ ۳۱ ]        |
| ۲۰۲۰ | NAVGTR Awards                                       | Song, Original or Adapted ("Days Gone Quiet")                                              | نامزدشده | [ ۳۱ ]        |
| ۲۰۲۰ | NAVGTR Awards                                       | Sound Editing in a Game Cinema                                                             | نامزدشده | [ ۳۱ ]        |
| ۲۰۲۰ | NAVGTR Awards                                       | Sound Effects                                                                              | نامزدشده | [ ۳۱ ]        |
| ۲۰۲۰ | NAVGTR Awards                                       | Use of Sound, New IP                                                                       | نامزدشده | [ ۳۱ ]        |
| ۲۰۲۰ | G.A.N.G. Awards                                     | Best Original Song ("Days Gone Quiet")                                                     | نامزدشده | [ ۳۲ ]        |
| ۲۰۲۰ | جایزه وبیs                                          | Best Music/Sound Design                                                                    | برنده    | [ ۳۳ ]        |
| ۲۰۲۰ | انجمن آهنگسازان، پدیدآوران و ناشران آمریکا          | Video Game Score of the Year                                                               | نامزدشده | [ ۳۴ ]        |

## بازتاب‌ها
| گردآورنده | امتیاز                     |
| --------- | -------------------------- |
| متاکریتیک | پی‌اس۴: ۷۱/۱۰۰ پی‌سی: ۷۶/۱۰۰ |

| ناشر                     | امتیاز |
| ------------------------ | ------ |
| دستراکتید                | 6/10   |
| گیم اینفورمر             | 7.8/10 |
| گیم‌پرو                   | 82/100 |
| گیم‌اسپات                 | 5/10   |
| گیمز ریدار+              | [ ۴۱ ] |
| هاردکور گیمر             | 4/5    |
| آی‌جی‌ان                   | 6.5/10 |
| Jeuxvideo.com            | 15/20  |
| پی‌سی گیمر (ایالات متحده) | 63/100 |
| پوش اسکوئر               | 7/10   |
| شک‌نیوز                   | 7/10   |
| ونچربیت                  | 75/100 |
| وی‌جی۲۴۷                  | [ ۴۹ ] |
| VideoGamer.com           | 8/10   |

این بازی در سایت متاکریتیک نمره تقریباً خوب ۷۱ در پلتفرم پلی‌استیشن ۴ را توانست کسب کند و همچنین نسخه پی‌سی این بازی نمره ۷۶ را کسب کرد.